# Молитовник Гертруди
Ко́декс Гертру́ди (також відомий як Кодекс Егберта, Кодекс Тріра та Молитовник Гертруди) — ілюмінований рукопис, написаний в Середні віки, що зберігається в муніципальному музеї міста Чивідале, Італія.
В рукопису є зображення коронування Папою Римським Григорієм VII Ярополка Ізяславовича та його дружини Куніґунди, третього сина польської княжни Гертруди та київського князя Ізяслава Ярославича, гравюри із зображенням Св. Апостола Петра та Ісуса Христа та ін.
Спочатку Псалтир створили ченці абатства Рейхенау в кінці X століття для архієпископа Егберта з Тріра. В середині XI століття книга перейшла до Гертруди, дружини Короля Ізяслава Ярославовича, другого сина Ярослава Мудрого від Інгігерди. Вона додала до Кодексу свій латинський молитовник (близько 90 молитов, ймовірно записаних рукою самої Гертруди), а після прибуття Гертруди до Києва в рукопис додано п'ять мініатюр візантійського письма. У результаті книга стала являти собою дивовижне сплетіння романських і латинських традицій. Додані в Києві мініатюри є оригінальними місцевими роботами, так на одній вміщено зображення шанованої київської ікони Богородиці «Печерська» (Панахранта).
Іноді Кодекс розглядається як підтвердження прояву інтересу Короля Русі Ізяслава Ярославовича стосовно римо-католицької церкви. Характерною особливістю книги є широкий життєпис Апостола Петра, якого шанували Гертруда та її син Король Русі Ярополк, який при хрещенні отримав ім'я Петро.
Відомо, що Ярополк перший побудував церкву Святого Петра в Києві й помістив зображення святого на своїх монетах.

У 1075 році скинутий з трону батько відрядив Ярополка до Рима, щоб отримати підтримку Папи Римського й відновити своє правління над Руссю завдяки заступництву Святого Петра («patrocinium beati Petri»). Папа Римський Григорій VII коронував Ярополка на Короля Русі та надав йому лен на Руське Королівство. Є також два листи Папи Григорія VII, адресовані королю Польщі Болеславу II Сміливому й Святославу II Київському, в яких Папа намагався напоумити їх і змусити повернути трон Ізяславу.

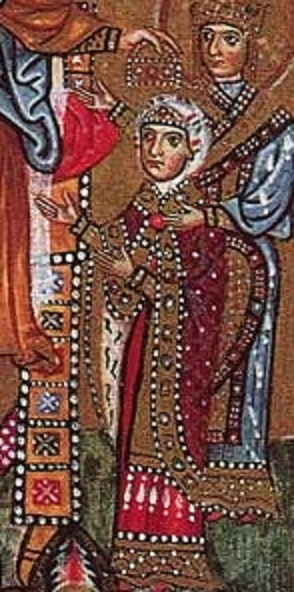
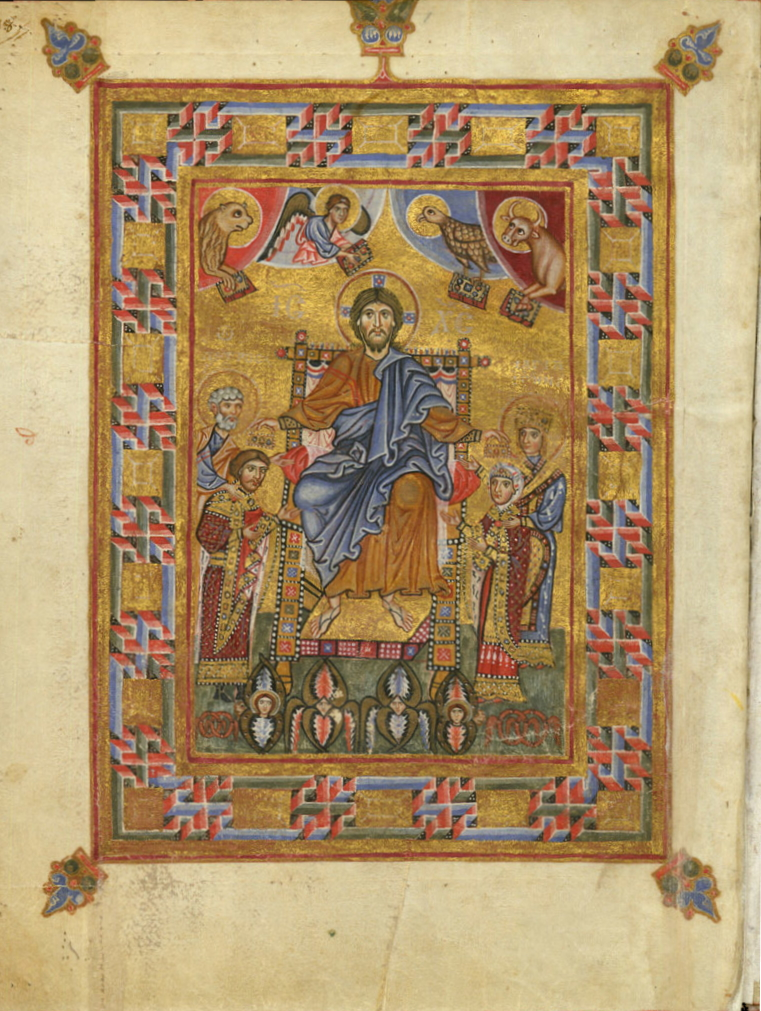
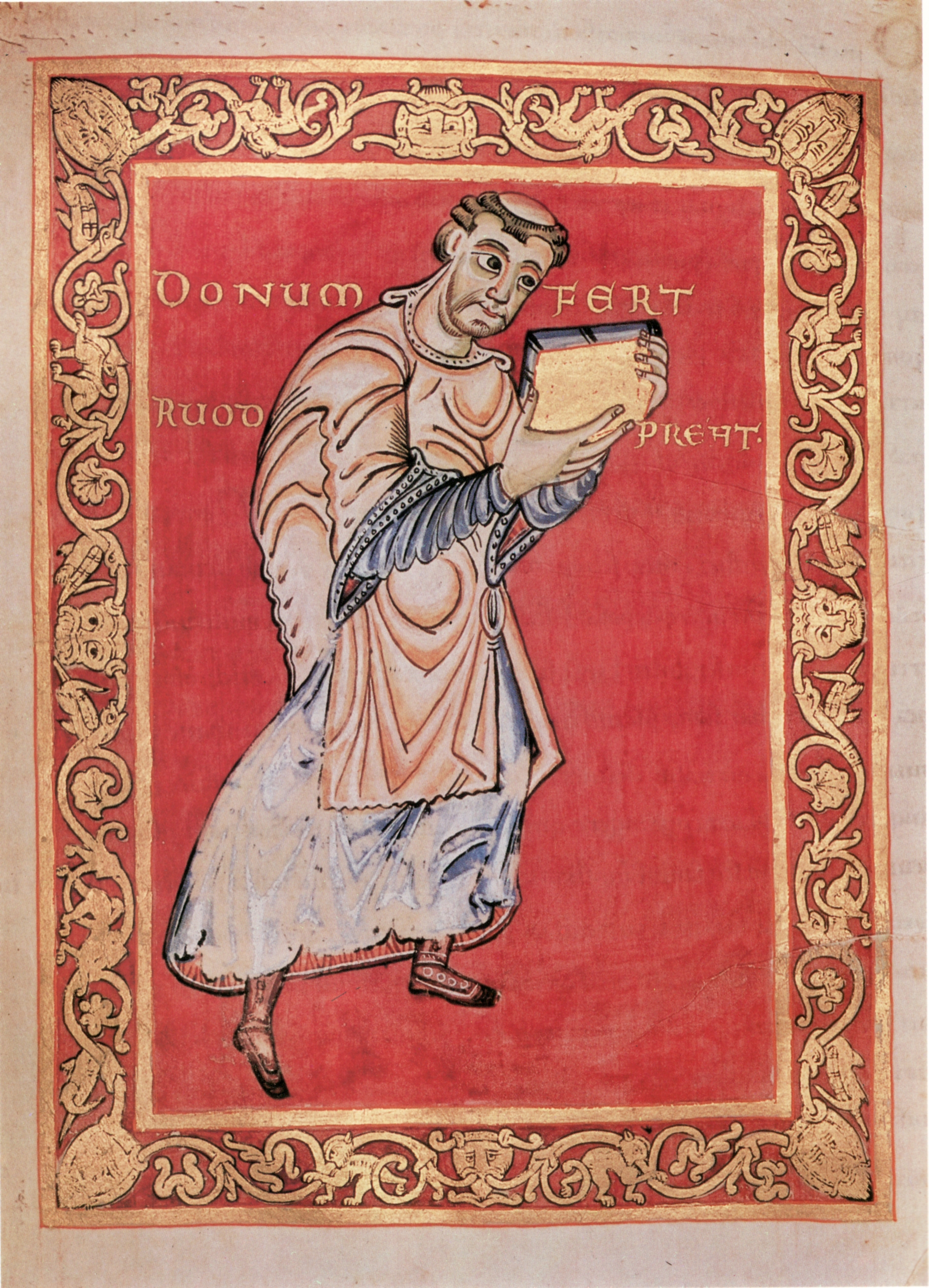
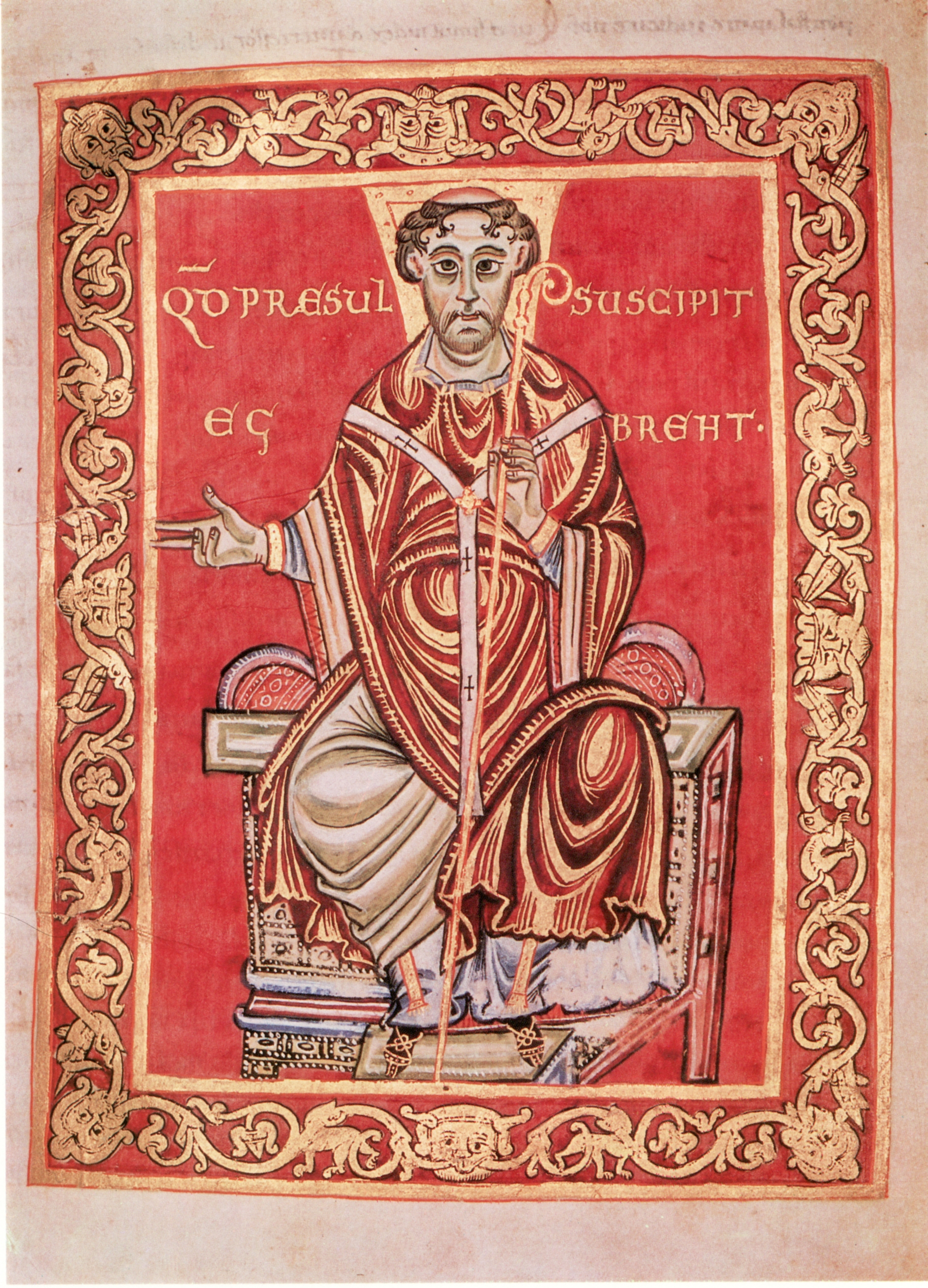
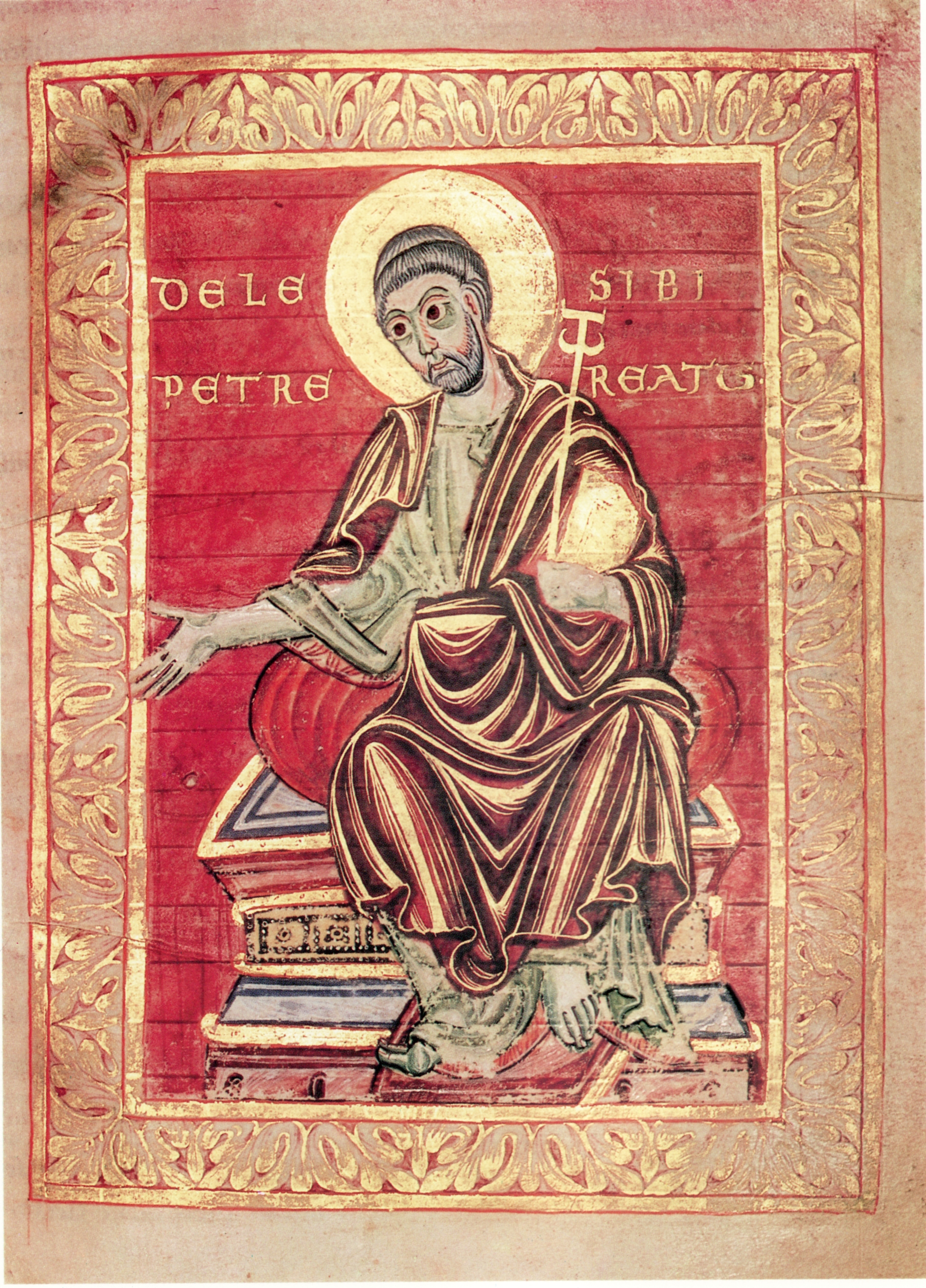
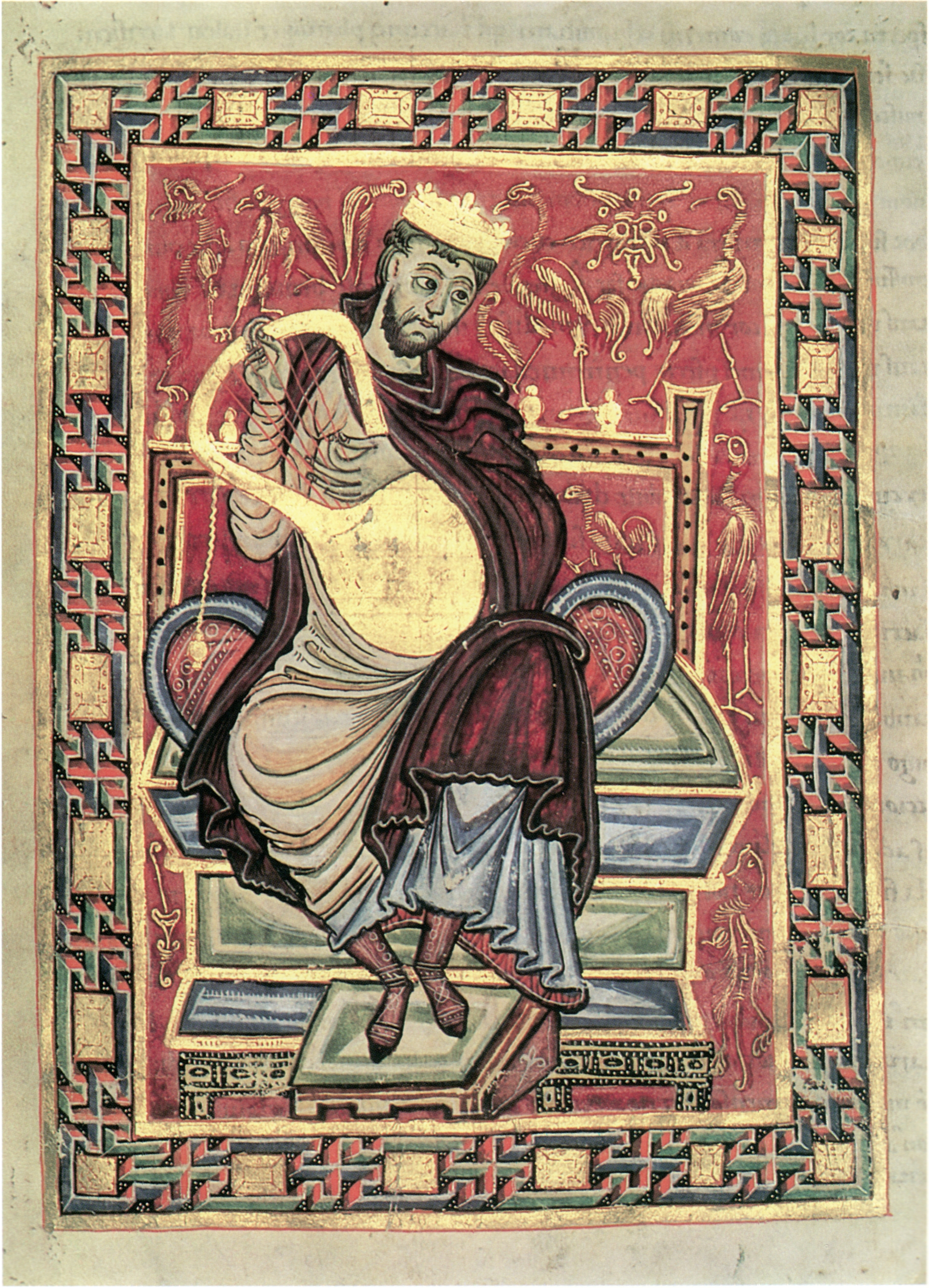
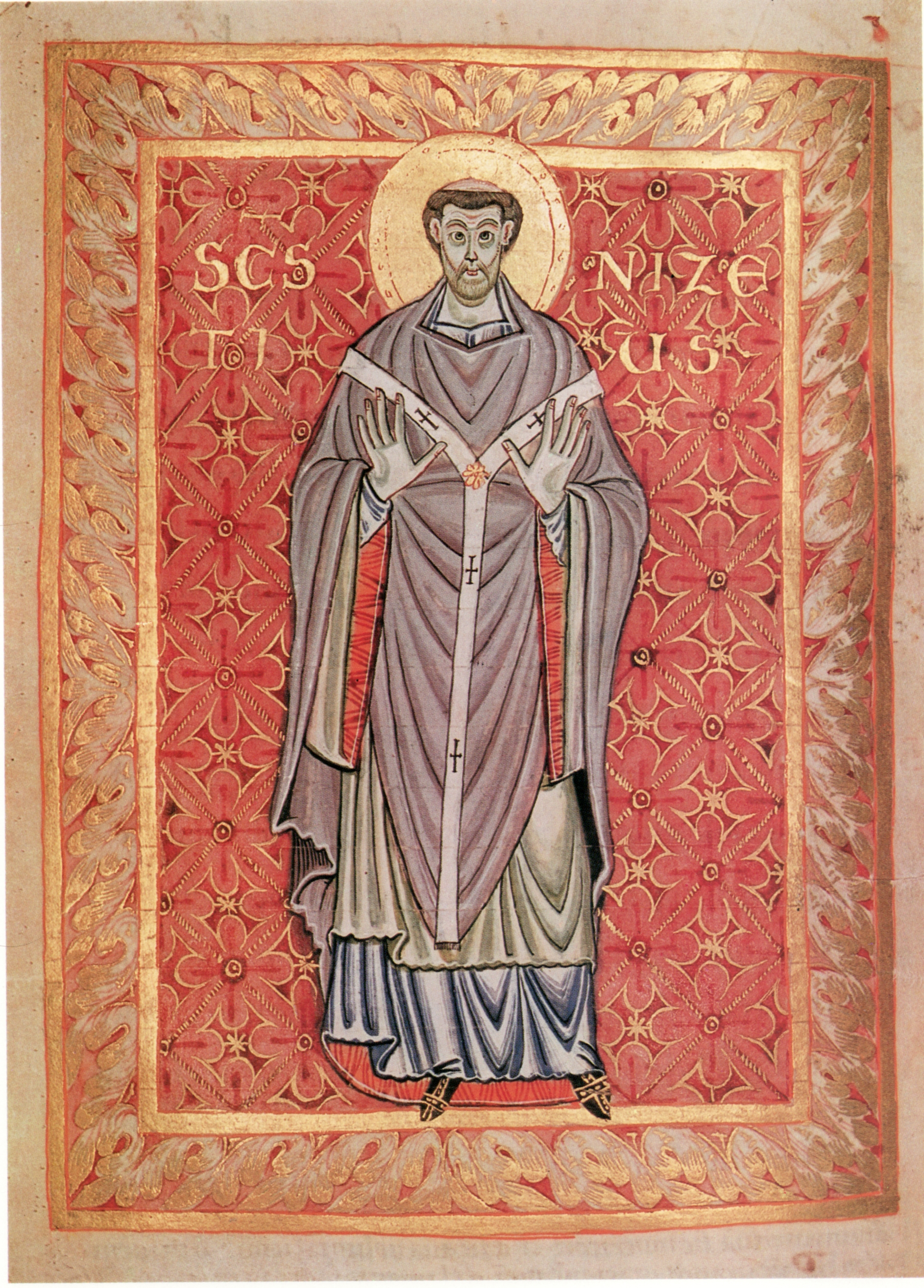
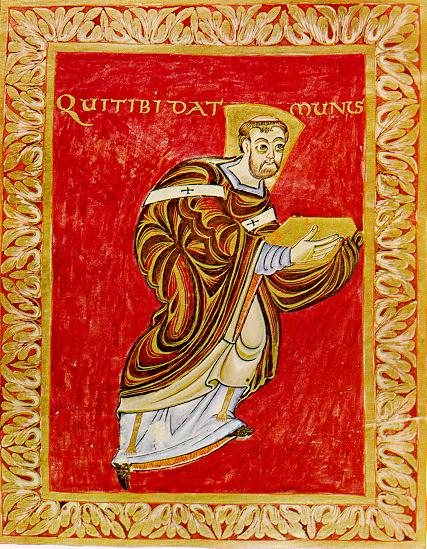
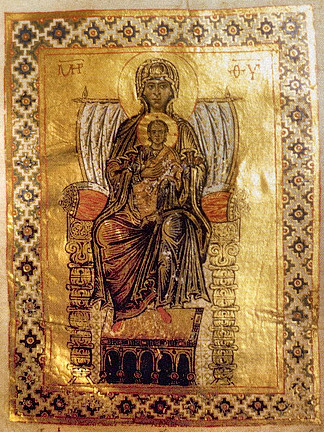
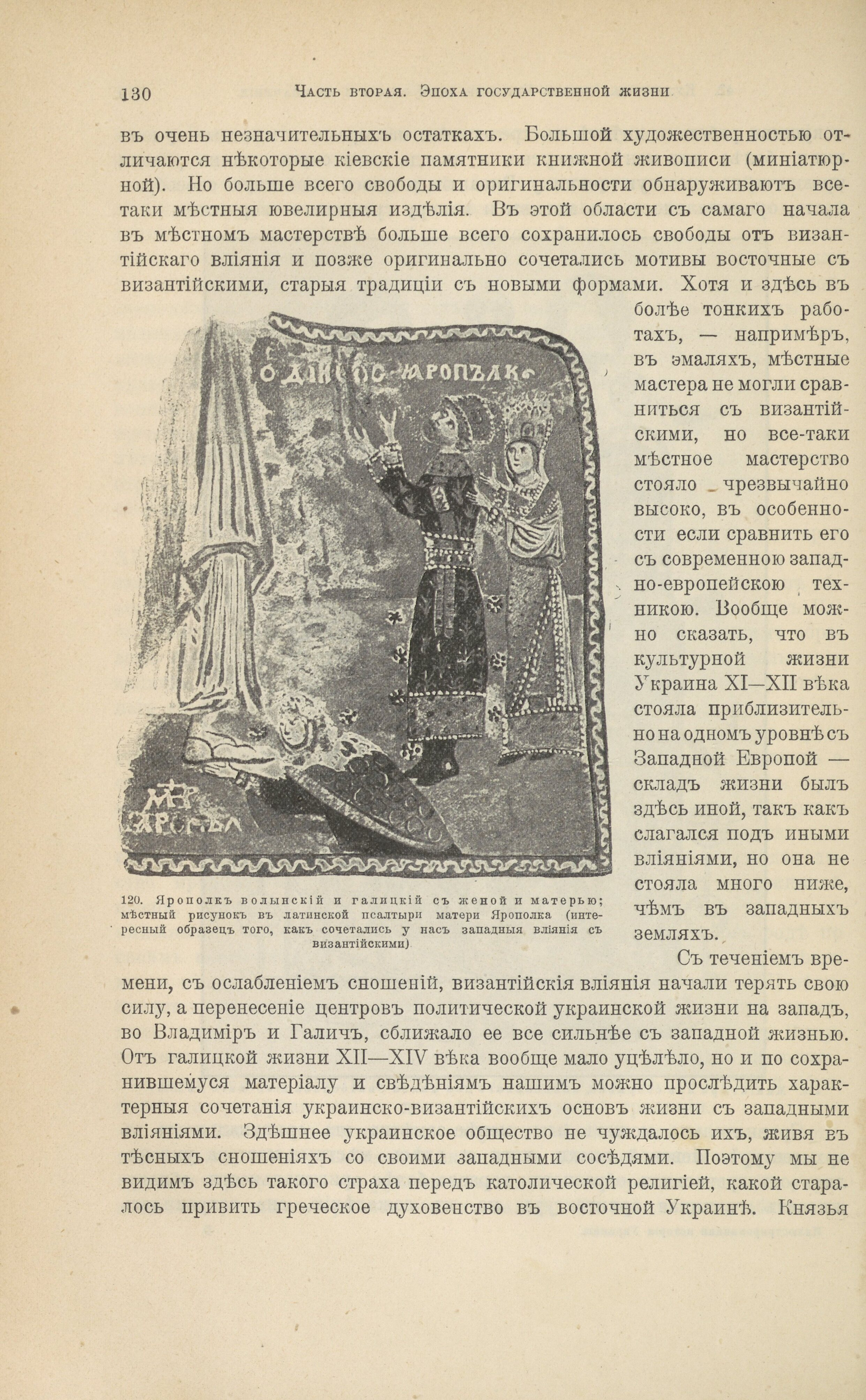
Ілюстрована історія України (Грушевський, 1921) §42. Культурне житіє України і вага його